# شيلب زائيري
شيلب زائيري (الاسم العلمي:Schilbe zairensis) هو نوع من الأسماك يتبع جنس الشيلب من فصيلة الشيلبيات.